# Peter-und-Paul-Kloster
Folgende Klöster haben den Namen Sankt Peter und Paul, oder sind den Heiligen Peter und Paul geweiht:

## Belgien
- Abtei Dendermonde

## Deutschland
- Kloster Altomünster
- ehemaliges Kloster Bad Bibra
- ehemaliges Kloster Breitenau der Benediktiner in Guxhagen
- Kloster Sankt Peter und Paul (Coburg)
- ehemaliges Benediktinerkloster St. Peter und Paul in Erfurt, siehe Peterskirche (Erfurt)
- Kloster Hirsau
- Kloster Sankt Peter und Paul (Landshut)

## Frankreich
- Abbaye Saint-Pierre-et-Saint-Paul in Hautmont bei Maubeuge

## Luxemburg
- Benediktinerkloster Reichsabtei Echternach, nun Basilika St. Willibrord

## Irland
- ehemaliges Kloster Athenry der Dominikaner in County Galway
- ehemaliges Kloster Selskar der Augustiner-Chorherren in Wexford

## Schweiz
- Dominikanerinnenkloster Clazis, Oberdorf